# Christian Claveau
Pour les articles homonymes, voir Claveau.
Christian Claveau,  né le 19 juin 1952 à Saint-Henri-de-Taillon, est un homme politique québécois, député péquiste d'Ungava à l'Assemblée nationale du Québec de 1985 à 1994.

## Biographie

### Jeunesse et formation
Christian Claveau naît à Saint-Henri-de-Taillon, au Lac-Saint-Jean, le 19 juin 1952. Il est le fils de Thomas-Louis Claveau, soudeur, et de Marguerite Langlais.
Il fait ses études secondaires à Dolbeau, à Cap-Rouge et à Saint-Romuald. Il poursuit ses études collégiales au campus Notre-Dame-de-Foy, à Cap-Rouge. En 1978, il obtient un diplôme de 3e cycle en aménagement du territoire de l'Université Paul-Valéry, ainsi qu'un diplôme de spécialisation (D.S.P.U.) en économie du développement rural, du Centre international de hautes études agronomiques méditerranéennes de Montpellier.

### Carrière
De 1972 à 1975, Christian Claveau est directeur de projets en développement rural au Honduras, puis au Niger, de 1978 à 1980. De 1980 à 1983, il travaille à la mine Opémiska de Chapais. En 1983 et 1984, il est vice-président de la Communauté économique régionale Chapais-Chibougamau, puis président, en 1984 et 1985. Il est vice-président du Conseil régional de développement du Saguenay-Lac-Saint-Jean-Chibougamau, secteur Chapais-Chibougamau, en 1984 et 1985. Il est également responsable du bureau de Québec du Centre d'études et de coopération internationale.

## Carrière politique
Christian Claveau est maire de la ville de Chapais, de 1982 à 1985.
En 1981, 1982 et 1985, il est vice-président de l'exécutif régional du Parti québécois de la circonscription d'Ungava. Lors des élections générales québécoises de 1985, il est élu député du Parti québécois dans Ungava et succède à Marcel Lafrenière. Il est réélu lors des élections de 1989. Il occupe le poste de vice-président de la Commission du budget et de l'administration, du 19 juin au 9 août 1989. Il ne se représente pas aux élections de 1994. Son successeur est le député péquiste Michel Létourneau.

### Résultats électoraux
Lors des élections générales de 1985, Christian Claveau obtient 6 414 voix, soit 51,84 % des votes. Ses adversaires Jacques Bérubé, candidat pour Parti libéral du Québec et Denis Turgeon, candidat pour le Parti socialiste du Québec, obtiennent respectivement : 5 497 voix et 463 voix, soit 44,42 % et 3,74 % des votes.
Lors des élections générales de 1989, Christian Claveau obtient 6 442 voix, soit 50,96 % des votes. Son adversaire Jacques Bérubé, candidat pour le Parti libéral du Québec obtient 6 199 voix, soit 49,04 % des votes.

## Archives
Les archives du député Christian Claveau sont conservées à la Société d'histoire régionale de Chibougamau.